# Castello di Uggiano
Il Castello di Uggiano è un castello medievale a circa 4 km dal comune di Ferrandina in Basilicata.

## Storia
Il castello di Uggiano (Obelanum-Oblanum) sorgeva su una collina a 476 metri sul livello del mare, in una posizione strategica per il controllo dei traffici commerciali. Una prima notizia del castello è 1029, quando Lupo Protospata descrive che due musulmani, Rajca e Safar lo assediarono. L’ultimo ampliamento fu terminato nel 1350, ad opera di Jacopus de Astiliano come recita la scritta posta sull'arco ogivale: “HOC OPUS FECIT MAGISTER JACOPUS TRIFOGIANUS DE ASTIGLIANO ANNO DOMINI MCCCL"
Nel 1492, dopo un terribile terremoto, Federico d'Aragona diede ordine di costruire una nuova città, per i profughi uggianesi, che chiamò Ferrandina e da quel momento, per Uggiano iniziò un lento degrado.
Attualmente il castello è in condizioni di abbandono.